# Allium kotschyi
Allium kotschyi är en amaryllisväxtart som beskrevs av Pierre Edmond Boissier. Allium kotschyi ingår i släktet lökar, och familjen amaryllisväxter. Inga underarter finns listade i Catalogue of Life.